# 沃邦西 (堪薩斯州)
沃邦西（英語：Wabaunsee）是位於美國堪薩斯州沃邦西縣的一個非建制地區。

## 地理
沃邦西所處的海拔為高於海平面314米（即1030英呎），而該地所採用的時區為UTC-6，即北美中部時區（CST）。同時該地設有夏令時間，為UTC-6調快一小時，即UTC-5（CDT）。